# Cuộc phiêu lưu của Mr. Peabody & cậu bé Sherman
Mr. Peabody & Sherman là một bộ phim hoạt hình máy tính 3D Mỹ 2014 nhân vật chủ đề Mr. Peabody và Sherman của phim hoạt hình thập niên 1960 The Rocky and Bullwinkle Show. Phim được sản xuất bởi DreamWorks Animation and và phát hành bởi 20th Century Fox

## Nội dung phim
Mr.Peabody là chú chó thiên tài, với nhiều phát minh và cống hiến cho nhân loại. Chú nhận nuôi Sherman, 1 cậu bé bị bỏ rơi từ nhỏ.
Họ dùng 1 cỗ máy thời gian tên là WABAC để du hành về quá khứ. Nơi đầu tiên họ đi là Cách mạng Pháp 1788. Do bị hiểu lầm là qúy tộc khi đang ăn bánh với Marie Antoinette nên Peabody suýt bị chặt đầu, sau đó họ thoát được khỏi tay của Robespierre.
Sherman đi học lần đầu và nổ ra tranh cãi với Penny về việc George Washington có chặt cây anh đào không. Penny chế nhạo Sherman như một con chó khiến cậu ta cắn vào tay Penny. Peabody phải lên gặp hiệu trưởng và Grunion, người của Trung tâm bảo vệ trẻ em. Bà ta cho rằng Peabody không thích hợp để làm cha của Sherman và dọa sẽ mang cậu bé đi.
Peabody mời gia đình Penny đến ăn tối để làm hòa. Mặc dù Peabody dặn Sherman không được cho Penny xem WABAC nhưng Sherman vẫn làm như vậy. Cậu đưa Penny về Ai Cập cổ đại, cô bé có ý định đính hôn với Vua Tutankhamun nhưng khi nhận ra việc mình sẽ bị giết sau khi vua Tut chết, cô bé định trốn đi nhưng không được. Peabody & Sherman phải trải qua nhiều thử thách như vượt qua bẫy treo trong lắng mộ Ai Cập hay việc đóng giả thần Anubis để ngăn đám cưới diễn ra, cuối cùng họ cũng cứu được Penny.
Trên đường trở về, WABAC hết năng lượng, buộc Peabody phải dừng lại ở Thời Phục hưng Ý và nhờ Leonardo Da Vinci giúp đỡ. Một vài chuyện thú vị xảy ra như Peabody làm cho Mona Lisa cười hay việc Sherman và Penny lái mô hình máy bay của Vinci và làm hỏng nó.
Trên đường trở về, WABAC bị hút vào 1 lỗ đen khiến họ bị đưa đến Cuộc chiến thành Troy. Sherman gia nhập quân Hy Lạp do Agamemnon lãnh đạo để chiến đấu nhưng bị Peabody ngăn cản. Penny bị kẹt trên xe ngựa thả trôi suýt rơi xuống vực. Peabody đưa 2 người ra khỏi xe ngựa nhưng chính mình lại bị rơi xuống vực và chết.
Sherman lái WABAC đưa Penny về thời điểm Peabody còn sống để nhờ sự giúp đỡ. Vô tình, Sherman và Peabody của 2 mốc thời gian khác nhau gặp nhau. Họ đang tìm cách giải quyết thì Grunion đến, định đưa 2 Sherman đi thì họ bị trường lực lớn tác động khiến họ bị dính vào nhau.2 Peabody ra cứu thì cũng bị hút bởi trường lực, cuối cùng chỉ còn 1 Peabody & Sherman tồn tại. Grunion thấy vậy tỏ ra bất mãn, định đưa Sherman đi thì bị Peabody cắn vào tay.Sherman, Peabody, Penny định chạy trốn vào quá khứ 1 lần nữa nhưng thất bại và WABAC cứ bay lựơn trên trời. Mọi sự vật và nhân vật lịch sử đều có mặt ở hiện tại.
WABAC đáp xuống bãi đất trống. Cảnh sát có ý định bắt Peabody đi thì Sherman lên tiếng nhận hết trách nhiệm về mình. Cậu tự nhận mình là chó vì việc có một người cha như Peabody yêu thương cậu hết mực khiến cậu cảm thấy mình cũng là một chú chó. Mọi nhân vật lịch sử và gia đình Penny đều nhận mình là chó để ủng hộ Sherman. George Washington đã ban lệnh ân xá cho Peabody.
 Peabody và các nhân vật lịch sử phải tìm cách trở về quá khứ. Sherman đưa ra ý tưởng lái WABAC rất nhanh đến tương lai để cân bằng miền không gian - thời gian. Việc làm này đã thành công, các nhân vật lịch sử trở lại quá khứ và Grunion bị Agamemnon đem theo.
 Sherman và Penny đã thân thiết hơn khi họ trở lại trường. Peabody đã cảm thấy an tâm hơn về con trai. Lịch sử bị thay đổi bởi những thứ hiện đại, còn Grunion kết hôn với Agamemnon trong con ngựa thành Troy.